# Ernst Spengler
Ernst Spengler (* 6. Dezember 1935 in Zürich; † 15. September 2024 in Wil) war ein Schweizer Psychotherapeut und Dozent am C.G. Jung-Institut Zürich in Küsnacht. Er leistete bedeutende Beiträge im Bereich der Analytischen Psychologie und war Mitbegründer des Schweizer Psychotherapeuten-Verbands (SPV/ASP).

## Leben und Ausbildung
Ernst Spengler begann 1951 seine berufliche Laufbahn mit einer Ausbildung zum Schriftsetzer bei der Buchdruckerei der Neuen Zürcher Zeitung. Parallel dazu besuchte er von 1954 bis 1957 das Abendgymnasium und schloss dieses mit der eidgenössischen Matura ab. Im Jahr 1964 promovierte er in Psychologie an der Universität Zürich, wobei er unter anderem bei Wilhelm Keller studierte. 1965 erhielt er sein Diplom als Analytiker am C.G. Jung-Institut in Zürich.
Spengler war in zweiter Ehe mit Annemarie Manderscheid-Wick verheiratet, die ihn in seinen beruflichen und wissenschaftlichen Tätigkeiten unterstützte.

## Berufliche Laufbahn
Von 1965 bis 1975 war Spengler als Redaktor bei der Neuen Zürcher Zeitung tätig und übernahm ab 1971 die Verantwortung für das Ressort Zürich. Ab 1975 arbeitete er in eigener Praxis als Psychotherapeut und war auch über viele Jahre in der stationären Psychotherapie an der Klinik am Zürichberg tätig.
Zwischen 1979 und 1983 war er Präsident der Freisinnig-Demokratischen Partei (FDP) im Kreis 7 von Zürich, was sein Interesse an politischen und gesellschaftlichen Themen widerspiegelt.
Spengler war auch stark im Schweizer Psychotherapeuten-Verband (SPV/ASP) engagiert, dessen Mitbegründer und ab 1979 Vizepräsident er war. Von 1991 bis 1993 amtierte er als Präsident des SPV/ASP und später, 1994/95, als Präsident der European Association for Psychotherapy in Wien.

## Tätigkeit am C.G. Jung-Institut
Ab 1987 war Ernst Spengler als Lehranalytiker und Supervisor am C.G. Jung-Institut in Küsnacht tätig. Von 1999 bis 2008 war er Mitglied des Curatoriums (Stiftungsrat und Leitungsgremium) des Instituts.

## Einfluss und Vermächtnis
Ernst Spenglers Einfluss auf die Schweizer Psychotherapie und die Analytische Psychologie nach C.G. Jung ist erheblich. Sein Engagement sowohl in der nationalen als auch in der europäischen Psychotherapieszene hat massgeblich zur Professionalisierung und Anerkennung des Berufsfelds beigetragen.

## Schriften (Auswahl)
- Das Gewissen bei Freud und Jung. Mit einer philosophisch-anthropologischen Grundlegung. Dissertation, Juris Zürich, 1964.
- C.G. Jungs Religionspsychologie, in Die Psychologie des 20. Jahrhunderts, Kindler Zürich, 1979.
- Ernst Spengler: C. G. Jung-Institut Zürich und Schweizerische Gesellschaft für Analytische Psychologie und Psychotherapie (SGfAP). In: «Psychotherapie Forum» 10/2, Springer, Wien/New York 2002.
- Psychotherapie und das Bild vom Menschen. Ontologie, Erkenntnistheorie und wissenschaftliche "Objektivität", Daimon Einsiedeln, 2001. ISBN 3-85630-604-8.
- Das Menschenbild in der Psychotherapie von C.G. Jung; in: H. Petzold (Hrsg.), Die Menschenbilder in der Psychotherapie. Interdisziplinäre Perspektiven und die Modelle der Therapieschulen. Krammer, Wien, 2012
- Die Tafelrunde. Von der Ringparabel zur individuellen Religion / Zeit und Bewusstsein / Staat und Freiheit, Selbstverlag, 2022.